# Tempurejo (Kota Blora)
Tempurejo is een bestuurslaag in het regentschap Blora van de provincie Midden-Java, Indonesië. Tempurejo telt 2608 inwoners (volkstelling 2010).